# 두재표
두재표(杜宰杓, 1860년∼1904년)는 조선의 학자이다. 유고집인 시해집이 전하고있으며, 본관은 두릉(杜陵))이다.

## 가족 관계
```
조선말기 통정대부(通政大夫) 두홍하공의 아들이다. 두재표의 가문의 연원은 두릉두씨(杜陵杜氏)의 족보와 중앙일보사(中央日報社)에서 발행한 『성씨의 고향(姓氏의 故鄕)』과 『한국인의 족보(韓國人의 族譜)』등의 문헌에 따르면, 시조(始祖) 두경녕은 중국 송(宋)나라의 두릉인(杜陵人)인데 송의 태종(太宗) 때에 병부상서(兵部尙書)의 자리에 있었는데, 당시 그는 진종(眞倧)의 옹립은 반대하다가 실패하여 소주자사(蘇州刺史)로 죄천되자, 이에 아들인 중서사인(中書舍人) 두지건(杜之建)과 우습유(右拾遺) 두지봉(杜之逢) 형제를 데리고  정처없이 배를 타고 가다가 풍랑을 만나, 1004년(목종 7)우리나라의 궁지현(宮池縣：지금의 전라북도 김제군 만경읍,만경현(萬頃縣)에 있는 궁지도(宮池島)라는 지금의 고군산도(古群山島)에 표착하게 고려에 귀화하였다[10,11]. 당시 고려의 조정에서는 이 사실의 알고 목종(穆宗)이 두경녕에게 좌사관(左史官)이란 벼슬을 내리고 궁지현(宮池縣)를 식읍으로 하사하고 두릉군(杜陵君)에 봉했다.[10,11]. 
```

## 생애 및 활동상황
시해 두재표 선생은 군산시 회현면 출신으로 고려조 문하시중 두경승 장군의 20대손으로 조선말인 1860년(철종11년)에 태어나 1904년에 작고했다.또한, 면암(勉庵) 최익현 선생의 문하생인 것으로 알려졌다. 사료(史料)에 의하면 시해 선생은 조선말기 옥구현(沃溝縣) 지역의 학자로서 고종조에 옥구현 회현에서 학당을 운영하며 학문연구와 지역 후진양성에 힘썼다. 시해 선생은 당시 전라도 관찰사가 주관하는 한시경선 대회에서 수석으로 입상했다. 이와 함께 전국대회에서 4위로 입선해 옥구지역 주민은 물론 고종황제까지도 칭찬을 아끼지 않았다고 전해진다. 또한 항일의사인 면암(勉庵) 최익현 선생의 제자로서 공은 외세에 항거하고 민족의 자존을 지켜야한다는 전제 아래 나라를 구할 인재가 나타나서 백척간두(百尺竿頭)의 이 나라를 구해야 한다는 견해를 작품곳곳에서 피력하는 등 우국충정을 담은 시 작품을 썼다. 따라서 공은 시인이요 풍류남아(風流男兒)요 우국지사(憂國之士)로 평가받고 있다. ‘시해집’은 1966년 두용균(杜用均) 등이 발간한 시해 두재표의 시문집이다.시풍(詩風)에 있어서는 감성적인 당시(唐詩)보다는 비교적 논리성을 추구하는 송시(宋詩)의 특성을 추구했으며, 특히 소동파(蘇東坡)를 좋아해 그와 관련된 고사(故事)를 제목으로 삼거나 주제로 삼아서 창작한 시들이 대거 수록돼 있다. 시해집을 번역한 전북과학대학교 유종국 교수와 군산대학교 정훈 교수는 시해집 2권 중 한시로 230여수가 실려 있는 상권을 2년에 걸쳐 번역했다.유 교수와 정 교수는 “250쪽을 빼곡히 채운 한자 속 주어와 서술어를 찾아 한시를 번역하는 일이 쉽진 않았다”며 “시해선생이 별세한 지 오래돼 자료가 산실(散失)됐지만 오직 이문집이 전해오고 있어 참으로 다행이다”고 밝혔다.이어 “시해선생의 문집번역을 통해서 선생의 거룩한 삶과 훌륭한 업적을 그 편린 이나마 살필 수 있게 되어 보람이다”고 피력했다. 이진원 군산시 문화원장은 축간사에서 “두재표 선생은 우리고장의 조선말기학자로서 한국학 중앙연구원의 평가에서 시상(詩想)은 고상하고 유연하며, ‘제백로(題白鷺)’ 10수는 칠언절구로서 뛰어난 시로 인정받고 있다”고 전했다.

## 호남의 거유(巨儒)두재표선생(杜宰杓, 1860∼1904)
두재표는 초휘는 진계(晉桂) 자는 명수(明秀) 초호는 시해(詩海) 또는 우초(又草) 만년에는 묵와거사(墨窩居士)로 본관은 두릉이다. 선조중 정란(廷蘭)은 임진란 때 순절하여 선무공신으로 금곡ㆍ옥산 양사에 배향되었다. 부친은 홍하(洪夏) 모친은 제주 고씨이다. 공은 철종 경신년 3월 15일에 태어났다. 그는 태어날 때부터 영특하였고 사친경장(事親敬長)의 도리를 알았다. 어린나이에 학문과 문장에 힘써 일찍부터 문명을 날렸다. 경시에 합격하였고 나이 들어 면암(勉庵) 최익현(崔益鉉)의 문하에 들어가 성리학을 강구하였고 특히 대학과 중용에 힘써 호남의 언사가 되었으며 그에게 와서 문의질혹한 자 중 많은 사람이 과거에 합격하였다. 고종 갑진년 3월 9일에 세상을 떠나니 향년 45세였다. 장지는 정읍군 소성면 고교리연동후록간좌원이다.  군산문인협회 주관  조선후기 두재표 시인 발굴 문학세미나 개최 (2021년11월29일)
<참고 문헌: 호남기록문화유산>

## 『두재표(杜宰杓 『시해집(詩海集)』
『시해집(詩海集)』은 2권 2책 석인본으로 군산 옥구에서 1964년에 후손들에 의하여 간행되었다. 권1은 시로 주로 자연의 풍경을 노래한 것이나 평소의 소회(所懷)를 읊은 것이 많다. 230여수가 전한다. 권2는 서로는 여인면학서가 있고 서문은 족보서ㆍ국포서ㆍ교궁양노소계서ㆍ계서가 있다. 기문은 망경대기ㆍ경성당기가 있으며 잡저로는 낙거론ㆍ처인택거론ㆍ학치론ㆍ사친훈ㆍ석고송ㆍ찬금마모인ㆍ상량문이 있다. 표는 9편이 전하며 책문은 장문으로 전한다. 부록으로는 가장ㆍ묘갈명ㆍ추모사서ㆍ찬사ㆍ봉하문집간행이 실려 있다. 또한 아들 두병민(杜炳敏)의 『소계유고(小溪遺稿)』가 추가로 실려 있다.
<참고 문헌: 호남기록문화유산>

## 상훈 및 입상
시해 두재표 선생은 조선말기인 고종황제 재위당시 전라도 관찰사가 주관하는 한시경선 대회에서 수석으로 입상했다. 이와 함께 전국대회에서 4위로 입선해 옥구지역 주민은 물론 고종황제까지도 칭찬을 아끼지 않았다고 전해진다.  2022년 5월23일 군산예총 주관하여, 금강변에 소재한  진포시비공원에 두재표 시인의 시비가 건립되었다. 

## 평가
```
항일의사인 면암(勉庵) 최익현 선생의 제자로서 공은 외세에 항거하고 민족의 자존을 지켜야한다는 전제 아래 나라를 구할 인재가 나타나서 백척간두(百尺竿頭)의 이 나라를 구해야 한다는 견해를 작품곳곳에서 피력하는 등 우국충정을 담은 시 작품을 썼다. 따라서 공은 시인이요 풍류남아(風流男兒)요 우국지사(憂國之士)로 평가받고 있다. 
```

## 저서
- 시해집[ 詩海集 ] 원저 두재표 간행 두용균, 1966년
- 국역시해집[ 國譯詩海集 ]원저 두재표 역자 유종국,정훈 2018년

## 참고 문헌
- 『한국민족문화대백과』한국학중앙연구원, 1966
- 『옥구군지(沃溝郡誌)』節義條 옥구향교, 1924
- 『沃溝郡誌』옥구군지 편찬위원회, 옥구군 1990.11
- 『沃溝人物誌』옥구문화원 1991
- 『전라 문화의 맥과 전북 인물』 전북 대학교 전라 문화 연구소, 1990
- 『杜陵杜氏 世譜』1898년(戊戌)
- 『杜陵杜氏 世譜』1986년(丙寅)
- 『청백교직자 청담두진열선생』(청담선생추모문집발간위원회,2019)

## 언론매체기고
- 군산미래신문, 조선말기 학자 두재표 선생 <시해집 국역본> 발간 (2018년 11월27일)
- 군산신문,두재표 선생‘시해집(詩海集) 국역본’ 발간(2018년 11월27일)
- 정읍시사,두재표 선생‘시해집(詩海集) 국역본’ 발간(2018년 12월5일)
- 군산문인협회 조선후기 두재표 시인 발굴 문학세미나 개최 (2021년11월29일) (URL https://www.domin.co.kr/news/articleView.html?idxno=1362674)
- 전북일보,조선 말 군산 출신 한시 작가 두재표 시비 건립 (2022년 5월23일)  (URL https://www.jjan.kr/article/20220523580088)
- 군산예총, 금강 진포시비공원에 두재표 시인 시비 건립 (2022년 5월23일)  (URL https://www.domin.co.kr/news/articleView.html?idxno=1383102)

1. ↑  (URL https://www.domin.co.kr/news/articleView.html?idxno=1362674)
2. ↑   http://se-cu.com/ndsoft/error.html. 2024년 7월 16일에 확인함. |제목=이(가) 없거나 비었음 (도움말)